# Civil Disobedience

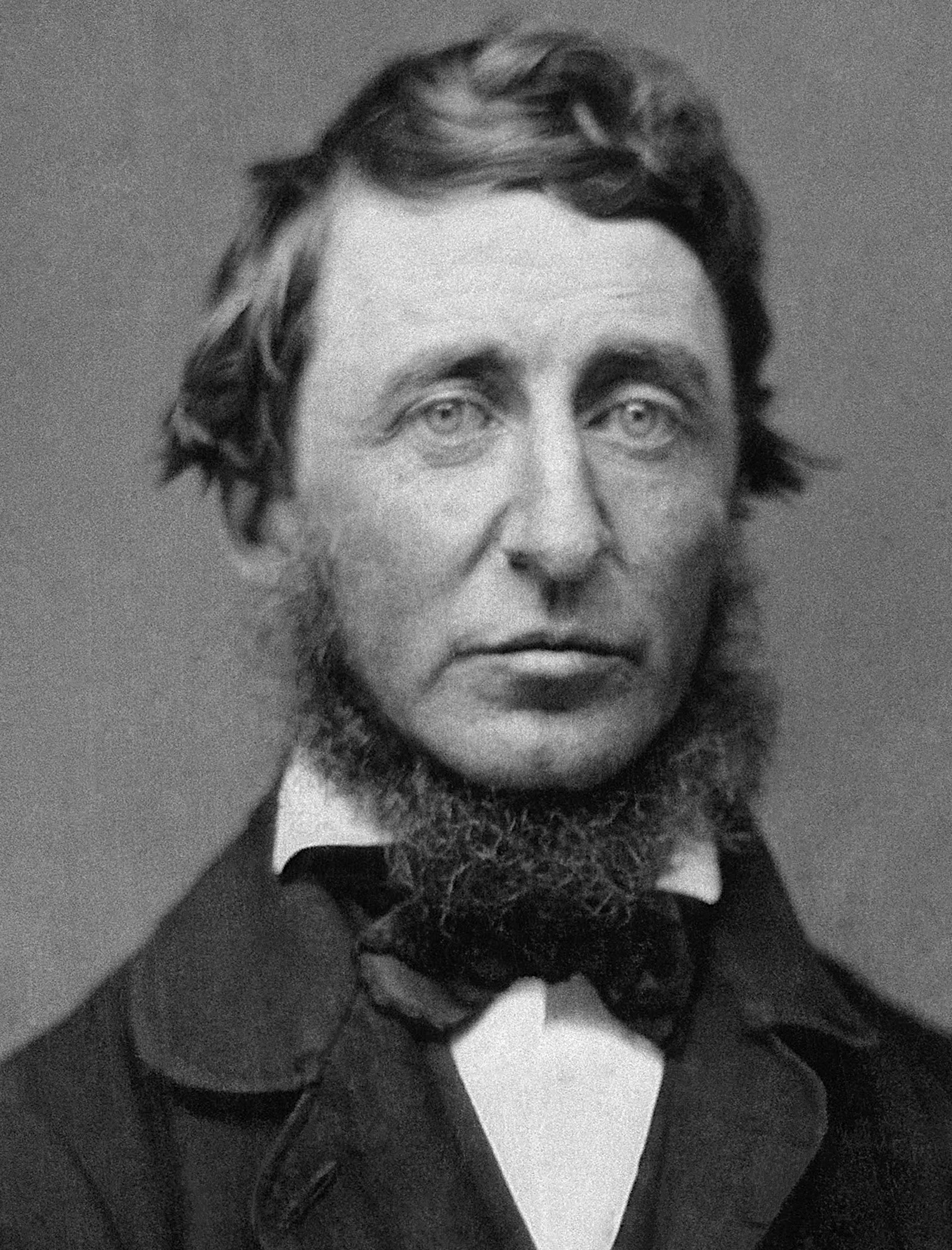
Henry David Thoreau in 1856

Resistance to Civil Government (of Civil Disobedience) (Verzet tegen de burgerlijke overheid of kortweg Burgerlijke ongehoorzaamheid) is een essay van de Amerikaanse transcendentalist Henry David Thoreau over burgerlijke ongehoorzaamheid dat werd gepubliceerd in 1849.
Thoreau stelt in dit essay dat individuen de plicht hebben hun geweten te volgen, zelfs als dit ingaat tegen de wetten en regels die de overheid hun oplegt. Thoreau werd deels gemotiveerd door zijn afkeer van slavernij en de Mexicaans-Amerikaanse oorlog (1846-1848).
De schrijver Lev Tolstoj noemde Civil Disobedience als een werk dat een sterke invloed had op zijn methodologie van geweldloosheid. Anderen die door Thoreau's essay beïnvloed zouden zijn, waren feministe Alice Paul, president John F. Kennedy, rechter William O. Douglas van het Hooggerechtshof en verschillende schrijvers zoals Marcel Proust, Ernest Hemingway, Upton Sinclair, Sinclair Lewis en William Butler Yeats.